# Partamona
Partamona — род безжальных пчёл из трибы Meliponini семейства Apidae. Не используют жало при защите. Хотя жало у них сохранилось, но в сильно редуцированном виде. 

## Распространение
Неотропика: от Мексики до Парагвая.

## Классификация
Около 30 видов. Первоначально таксон был описан под названием Patera Schwarz, 1938, но это имя оказалось преоккупированно одноимённым таксоном Patera Lesson, 1837 и поэтому через год заменено автором на Partamona.
- Partamona aequatoriana Camargo, 1980
- Partamona ailyae Camargo, 1980
- Partamona auripennis Pedro & Camargo, 2003
- Partamona batesi Pedro & Camargo, 2003
- Partamona bilineata (Say, 1837)
- Partamona brevipilosa (Schwarz, 1948)
- Partamona chapadicola Pedro & Camargo, 2003
- Partamona testacea (Klug, 1807) typus
- Другие виды